# 富山県道254号立野鴨島線
富山県道254号立野鴨島線（とやまけんどう254ごうたてのかもじません）とは、富山県高岡市を起点・終点とする県道（都道府県道）。本線のほとんどは道幅が狭くトラックなど大型車は通りにくい。しかし、渋滞することもないため交通量が多い。

## 概要
- 起点；富山県高岡市立野 西高町交差点（富山県道66号高岡砺波線）
- 終点；富山県高岡市鴨島 鴨島交差点（国道156号）

## 接続する道路
- 富山県道66号高岡砺波線（西高町交差点、起点）
- 富山県道252号戸出高岡線（上北島交差点）
- 国道156号（鴨島交差点、終点）